# مركز رام الله لدراسات حقوق الإنسان
مركز رام الله لدراسات حقوق الإنسان هو منظمة فلسطينية مستقلة غير حكومية وغير هادفة للربح يقع مقرها الرئيسي في مدينة رام الله في الضفة الغربية بفلسطين كما أن لها مكتب تابع للمنظمة يقع في قطاع غزة. يهتم مركز رام الله للدراسات والأبحاث بالدفاع عن حقوق الإنسان والديمقراطية وإرساء قيم التسامح من منظور علماني، كما يقوم بإجراء البحوث النظرية والتطبيقية، ونشر الدراسات والمجلات، وتنظيم البرامج التعليمية وورش العمل، وتبنى المواقف الداعمة والمؤيّدة لقضايا حقوق الإنسان. يقوم المركز أيضًا برصد انتهاكات حقوق الإنسان في فلسطين، ويعمل على رفع مستوى الوعي بالقضايا الحقوقية وبضرورة الدفاع عن العدالة والحريات الأساسية لجميع أفراد المُجتمع الفلسطيني.

## لمحة تاريخية
تأسس مركز رام الله لدراسات حقوق الإنسان في عام 1998على يد مجموعة من الأكاديميين والباحثين الحقوقيين والمحامين والنشطاء في مجال حقوق الإنسان الذين استعانوا بشبكة واسعة من الباحثين والمؤسّسات ذات الصلة لكي تمكنهم من الوصول إلى المناطق المعزولة والمهمشة والتعاون في قضايا حقوق الإنسان.
دافع المركز منذ بداية تأسيسه عن حقوق التعليم والحريات الأكاديمية في المؤسسات التعليمية الفلسطينية، وسعى إلى تعزيز الحريات المدنية وحرية المعتقد والرأي والتعبير وحرية الإعلام في فلسطين من خلال توثيق انتهاكاتها والدعوة لحمايتها.

## الأهداف
تشمل أهداف مركز رام الله لدراسات حقوق الإنسان تقديم وتطوير الأبحاث والدراسات النظرية والتطبيقيّة في مجال حقوق الإنسان، وإرساء مبادئ التسامح وحقوق الإنسان وثقافة اللاعنف من خلال دعم الحوار البناء بين الأديان والثقافات إلى جانب النهوض بالعلمانية والتعددية في المجتمع الفلسطيني وزيادة الوعي ودعم العمليات الديمقراطية والحكم الرشيد.

## الأدوار

### الأبحاث النظرية والتطبيقية
يعتمد مركز رام الله لدراسات حقوق الإنسان على شبكة واسعة من الباحثين والمؤسسات ذات الصلة التي تساهم بأبحاثها النظرية والتطبيقية حول القضايا المتعلقة بحقوق الإنسان والحريات في فلسطين. تخضع هذه الدراسات والأبحاث للنقاش والنقد البناء ومراجعة الأقران كجزء مهم من عملية البحث، ثُم ينشر مركز رام الله لدراسات حقوق الإنسان هذه الأبحاث والدراسات بعد ذلك على نطاق واسع وفقًا لمعايير أكاديمية عالية في العديد من الكتب والتقارير التي يتم توزيعها محليًا ودوليًا أو عبر شبكة الإنترنت، وعادةً ما يتمّ نشر هذه الأبحاث باللغة العربية مع تضمين مقدمة باللغة الإنجليزية.

### المؤتمرات وورش العمل والندوات المحلية والدولية
يُعدّ تسهيل سبل الحوار بين مختلف فئات المجتمع الفلسطيني، وخاصة فئة الشباب أحد المجالات الرئيسية التي يركز عليها مركز رام الله لدراسات حقوق الإنسان، فقد تضمنت أعمال المركز على سبيل المثال إقامة دورة تدريبية للطلاب في الضفة الغربية وقطاع غزة بعنوان "التسامح بين طلاب الجامعات"، ونوقشت خلال هذه الدورة موضوعات مثل أهمية التسامح والحرية الأكاديمية والديمقراطية والحقوق المدنية، وشارك فيها طلاب من مُختلف الخلفيات الاجتماعية والأيديولوجية والدينية.
كما يعقد مركز رام الله لدراسات حقوق الإنسان اجتماعات شهرية لممثلي وسائل الإعلام المحلية والدولية ومنظمات المجتمع المدني والمؤسسات الأكاديمية، بحيث يناقش المشاركون خلالها آخر مُستجدات السياسة الفلسطينية والأحداث الجارية وتأثير هذه الأحداث على الأمن العام وحقوق الإنسان في فلسطين بهدف تشجيع القادة السياسيين على تبني سياسات وممارسات تعزز الديمقراطية والحريات المدنية.

### الوصول إلى المناطق المعزولة والمهمشة
ساهم احتلال الضفة الغربية على مدى عقود طويلة في مُضاعفة التشرذم الثقافي والاجتماعي والمادي الحادث بين أطياف المجتمع الفلسطيني، لذا يسعى مركز رام الله لدراسات حقوق الإنسان طيلة الوقت للوصول إلى أكبر عدد ممكن من المناطق المهمشة والمعزولة اجتماعيًّا وثقافيا عن طريق شبكة واسعة من العاملين في البيئات المحلية المنتسبين للمركز.

## الهيكل التنظيمي
يضم مركز رام الله لدراسات حقوق الإنسان في عضويته العديد من الرجال والنساء من توجهات أيديولوجية وخلفيات اجتماعية واقتصادية مختلفة، منهم العلمانيين والمسلمين والمسيحيين والسامريين.

## منشورات المركز
ينشر مركز رام الله لدراسات حقوق الإنسان تقارير ومقالات ومجلات ربع سنوية ودراسات وبيانات صحفية حول مواضيع وقضايا مختلفة تهم المجتمع الفلسطيني والعربي، ويهتم في منشوراته برصد وفحص حالة التسامح وحقوق الإنسان داخل المجتمع الفلسطيني على وجه الخصوص. تشمل المنشورات الصادرة عن مركز رام الله لدراسات حقوق الإنسان مجلة بعنوان "تسامح" إلى جانب العديد من المنشورات والدراسات الأكاديمية الأخرى.

### مجلة تسامح
صدرت مجلة تسامح للمرة الأولى في ديسمبر عام 2003، وهي مجلة ربع سنوية يُصدرها مركز رام الله لدراسات حقوق الإنسان باللغة العربية، ويرأس تحريرها إياد البرغوثي المدير العام لمركز رام الله لدراسات حقوق الإنسان. تسعى مجلة تسامح لنشر ثقافة تنويرية معاصرة من خلال تأكيدها على قيم حقوق الإنسان والتسامح، وتحاول إمعان النظر في الوضع الاجتماعي والسياسي الفلسطيني الحالي وتقييم تأثيره على واقع التسامح داخل المجتمع.
تُعدّ مجلة تسامح بمثابة دورية مستقلة مخصصة للنقاش حول قضايا التسامح وحقوق الإنسان في فلسطين والمنطقة العربية، وتتألف المجلة من أربعة أقسام على النحو التالي:
- دراسات: يُركّز هذا القسم على موضوعات البحث العلميّ التي تتعلق بحقوق الإنسان.
- مقالات: يهدف هذا القسم إلى إرساء مفهوم التسامح كإيديولوجيا وكممارسة، ويتضمّن مقالات حول التسامح في فكر المثقفين العرب والأجانب.
- تقارير: يُركّز هذا القسم على مختلف القضايا الإنسانية التي تتعلق بحقوق الأفراد في ممارسة حرياتهم من خلال نشر تقارير تكشف أحداثًا معينة أو نتائج بحثية في العالم العربي وتناقش تأثيرها على حالة التسامح.
- قوانين وتشريعات: يناقش هذا القسم القوانين والتشريعات كموضوعات مبنية على بحث علمي يتعلق بشكل رئيسي بحقوق الإنسان في المجتمعات العربية.

يتنوع كُتّاب مجلة تسامح ما بين كُتّاب فلسطينيين وعرب وعرب مُهاجرين، فقد تضمنت الإصدارات الأخيرة من المجلة على سبيل المثال مواد كتبها مؤلفون من لبنان والسعودية والأردن بالإضافة إلى كُتّاب عرب يعيشون في فرنسا والمملكة المتحدة، كما تقوم المجلة بنشر مُساهمات الكتاب والباحثين الشباب من مُختلف أنحاء العالم العربي.

## الأنشطة

### معارض فنية

#### معرض التسامح
هو معرض فني سنوي يقيمه مركز رام الله لدراسات حقوق الإنسان، ويجمع فنانين فلسطينيين وعرب شباب من خلال ورش عمل وأنشطة فنية ثقافية تدور حول مفاهيم التسامح، ويحتفي المعرض بشكل خاص بفن الملصقات الذي يعرض رموز التسامح وقبول التنوع الثقافي والديني.

### الشبكات

#### الشبكة العربية للتسامح
أنشئت الشبكة العربية للتسامح في يونيو 2008 على يد مركز رام الله لدراسات حقوق الإنسان لتكون بمثابة منتدى إقليمي حيث يمكن للنشطاء والأكاديميين والإعلاميين والشباب أن يجتمعوا لتحديد استراتيجيات جديدة لتحسين حالة حقوق الإنسان في المنطقة. تم الإعلان عن تأسيس الشبكة العربية للتسامح في مؤتمر صحفي عقد في اتحاد الصحفيين اللبنانيين في بيروت في 2 سبتمبر 2008. بالتزامن مع قرار مركز رام الله لدراسات حقوق الإنسان بتوسيع نطاق عملها خارج فلسطين كجزء من جهود المركز للوصول إلى جمهور أوسع في عمله على نشر مفاهيم وقيم التسامح. تهدف الشبكة إلى نشر ثقافة وقيم ومفاهيم التسامح ومكافحة الأصولية والعنف والانقسام والاتجاهات السائدة في جميع أنحاء الدول العربية اليوم. تعمل للشبكة أيضًا على المساهمة الفعالة في بناء مجتمعات أكثر تسامحًا في العالم العربي"، وتؤثر بشكل إيجابي على مجموعة متنوعة من القطاعات في العالم العربي وتطويرها، ومنها مجالات التعليم والمجتمع المدني والإعلام.